# Salem (groupe israélien)
Pour les articles homonymes, voir Salem.
Salem est un groupe de metal extrême israélien, originaire de Giv'atayim. Le groupe est l'un des pionniers du mouvement du metal oriental, et l'un des plus grands groupes de la scène heavy metal israélienne.  Une grande partie de leurs paroles et de la musique traite de questions politiques concernant le peuple juif et Israël, notamment les albums-concept Kaddish (1994) et Demise Collective (2002).

## Biographie
Le groupe est formé en 1985 sous le nom de Axe Metal à Giv'atayim, un lieu situé à quatre kilomètres de Tel Aviv. Salem est le premier groupe de metal extrême à Israël, et donc l'un des premiers groupes underground internationaux à jouer du black metal brutal. On peut l'entendre dans la cassette de répétition Destruction Till Death (1987), enregistrée au club Penguin. Après cinq années passées underground, le groupe publie une autre démo live, Millions Slaughtered (1990), avec une nouvelle formation et un genre plus orienté death/doom. Cette démo leur permet de signer au label allemand Morbid Records.
Les albums Creating Our Sins (1992) et Kaddish (1994) sont publiés chez Morbid Records et deviennent les premiers metal albums metal israéliens à gagner en succès mondial. Kaddish est un album-concept sur l'Holocauste.  Avant sa sortie, Morbid Records publie un EP avec le single Dying Embers (1994) en soutien à l'album. La chanson d'ouverture, The Fading, est jouée dans l'émission Headbangers Ball sur MTV. Kaddish comprend aussi une reprise en hébreu de la chanson Ha'ayara Bo'eret. La chanson est à l'origine un poème écrit en Yiddish sous le nom S'brent par le poète Mordechai Gebirtig en 1938. Il est plus tard traduit en hébreu, bien avant que le groupe ne le joue. Des polémiques font surface lorsque le parlement israélien débat sur le fait qu'un groupe de musique israélien puisse jouer une telle chanson.
En 1998, désormais au label israélien B.N.E., le groupe adopte les services du producteur Colin Richardson (Machine Head, Fear Factory), qui s'envolera vers Israël pour enregistrer A Moment of Silence. Au début de 2001, le contrat avec le label B.N.E arrive à terme. En décembre 2001, Salem signe un contrat de trois albums au label allemand KMG/System Shock. Leur quatrième album, Collective Demise, est publié en septembre 2002. En 2005, Salem publie Strings Attached. Le sixième album de Salem, intitulé Necessary Evil comprend la chanson de 27 minutes Once Upon a Lifetime Parts I - V, et une courte chanson protestataire intitulée Amona. L'album est publié en juin 2007. Ce même mois, ils jouent pour la première fois hors de leur pays, au Hellfest de Clisson, en France.
Le 11 décembre 2009, Salem est annoncé au label Pulverised Records pour la sortie de son onzième album Playing God and Other Short Stories le 3 avril 2010 à Israël, le 26 avril 2010 en Europe et le 25 mai 2010 aux États-Unis.

## Membres

### Membres actuels
- Ze'ev Tananboim - guitare solo (depuis 1985)
- Lior Mizrachi  - guitare (depuis 1988)
- Nir Nakav - batterie, percussions (depuis 1998)
- Nir Gutraiman - guitare (depuis 2001)
- David Cohen - basse (depuis 2013)

### Anciens membres
- Beny Robinov - guitare (1985–1988)
- Giora Hirsch - guitare (1990–1996)
- Beny Cohen - basse (1985–1988)
- Yossi Mankovizki - batterie, percussions (1985)
- Danny Mondani - batterie, percussions (1985–1988)
- Yair Benjy - batterie, percussions (1988–1990)
- Michael Goldstein - basse (1988–2013), guitare (1985–1988)
- Amir Neubach - batterie, percussions (1990–1998)

## Discographie

### Albums studio
- 1992 : Creating Our Sins
- 1994 : Kaddish
- 1998 : A Moment of Silence
- 2002 : Collective Demise
- 2005 : Strings Attached
- 2007 : Necessary Evil
- 2010 : Playing God and Other Short Stories

### Démos
- 1986 : Salem
- 1987 : Destruction Till Death
- 1990 : Millions Slaughtered

### EP
- 1994 : Dying Embers

### DVD
- 2006 : Live Demise
- 2007 : Salem Underground